# 少人数私募債
少人数私募債（しょうにんずうしぼさい）とは、会社が少人数私募により発行する社債をいう。

## 条件
社債を少人数私募債として発行するための条件は以下の通りである。
- 適格機関投資家（金融機関等）を除いた勧誘対象先が50人未満であること。
- 社債の発行総額が社債の一口額面の50倍未満であること。
- 一括譲渡を除く譲渡制限を設け、譲渡には取締役会の決議を必要とすること。

## 発行のメリット
1. 取締役会の決議のみで発行出来、償還期限や利息、発行金額が自由に設定できる。
2. 借入と比較した場合担保や保証人が不要。かつ、償還時迄の資金繰りが当面楽である。
3. 社債管理者の設置が不要（会社法702条、同法施行規則169条）であるため、管理手数料などのコストが省ける。
4. 金融商品取引法で義務づけられている有価証券届出書等複雑な届出が必要ない（金融商品取引法2条3項、同法施行令1条の4・1条の6・1条の7）。
5. 自治体によっては、利子補給等、優遇策がある（例: 文京区の制度 [リンク切れ]）。